# Richmond Park

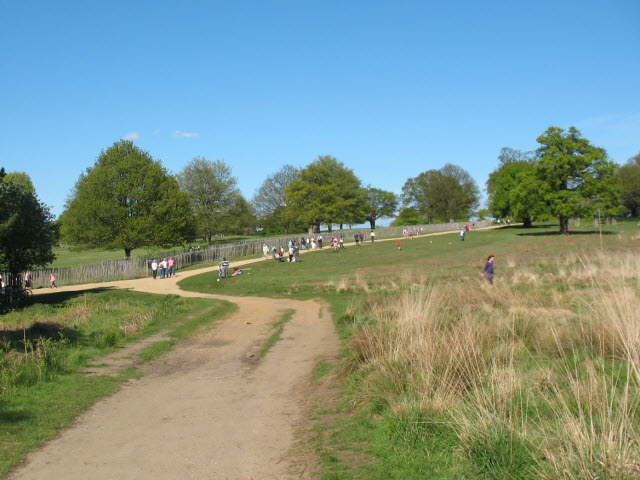
Spaziergänger im Richmond Park

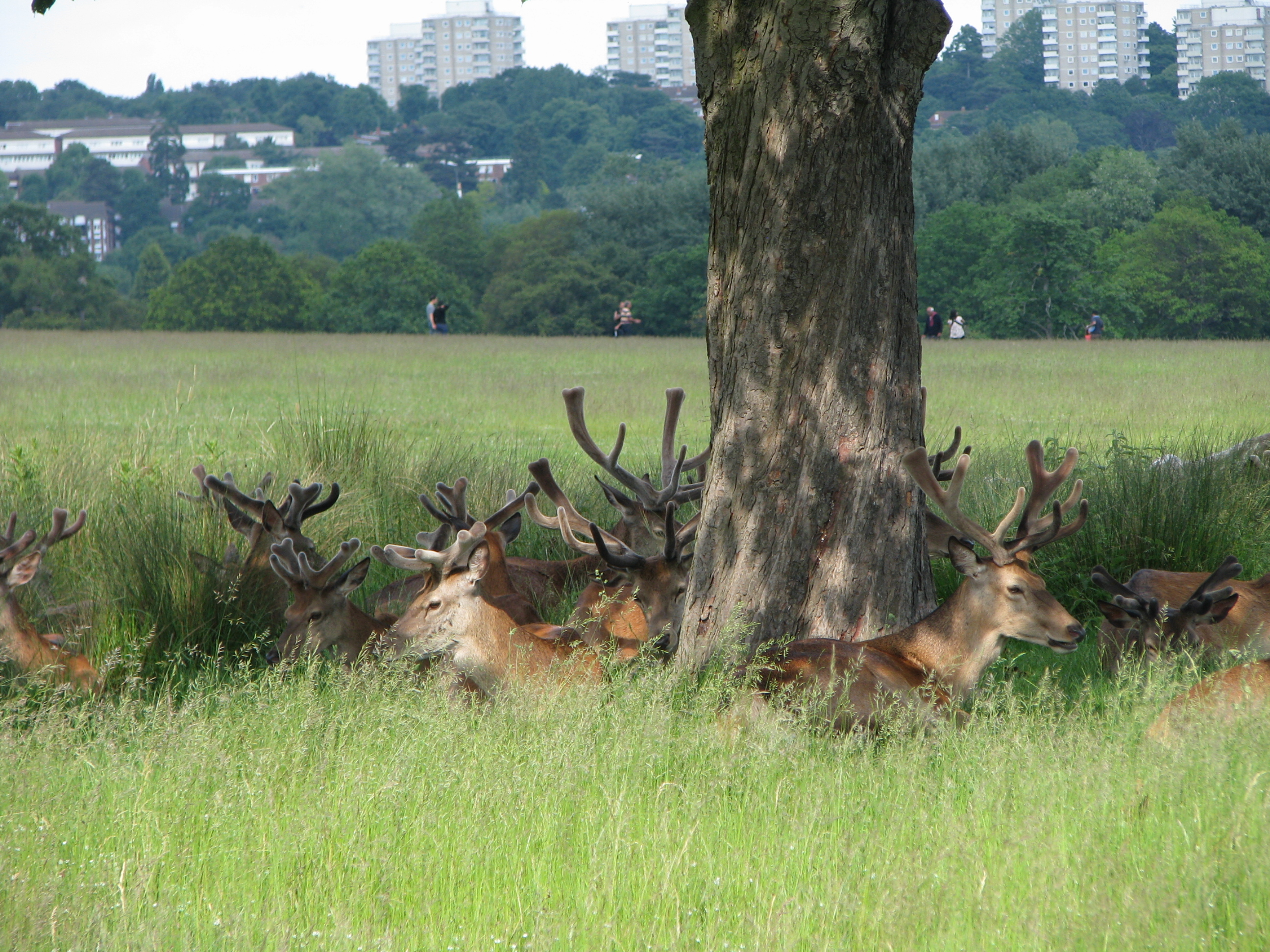
Rothirsche im Richmond Park

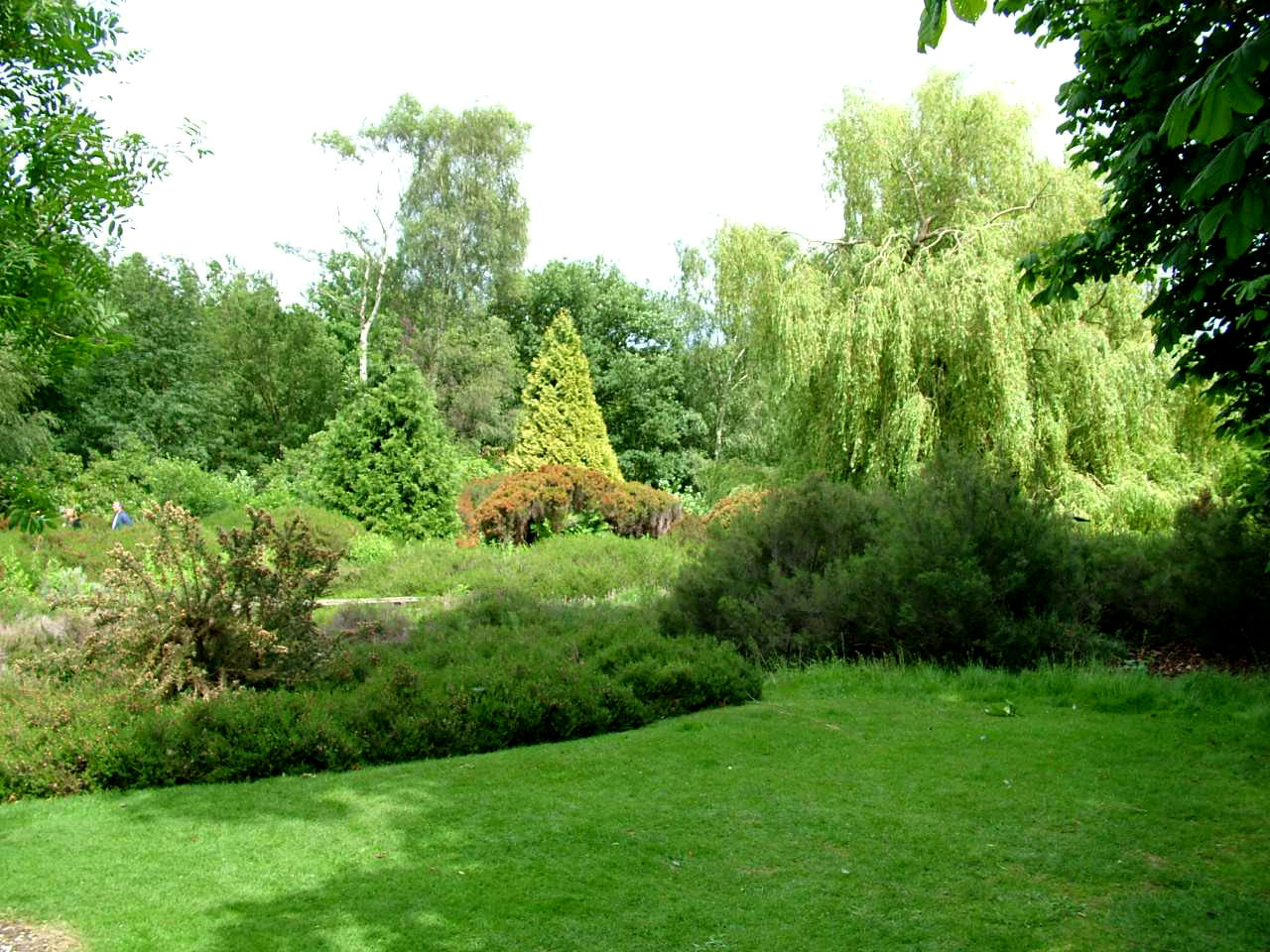
Die Isabella Plantation im Richmond Park

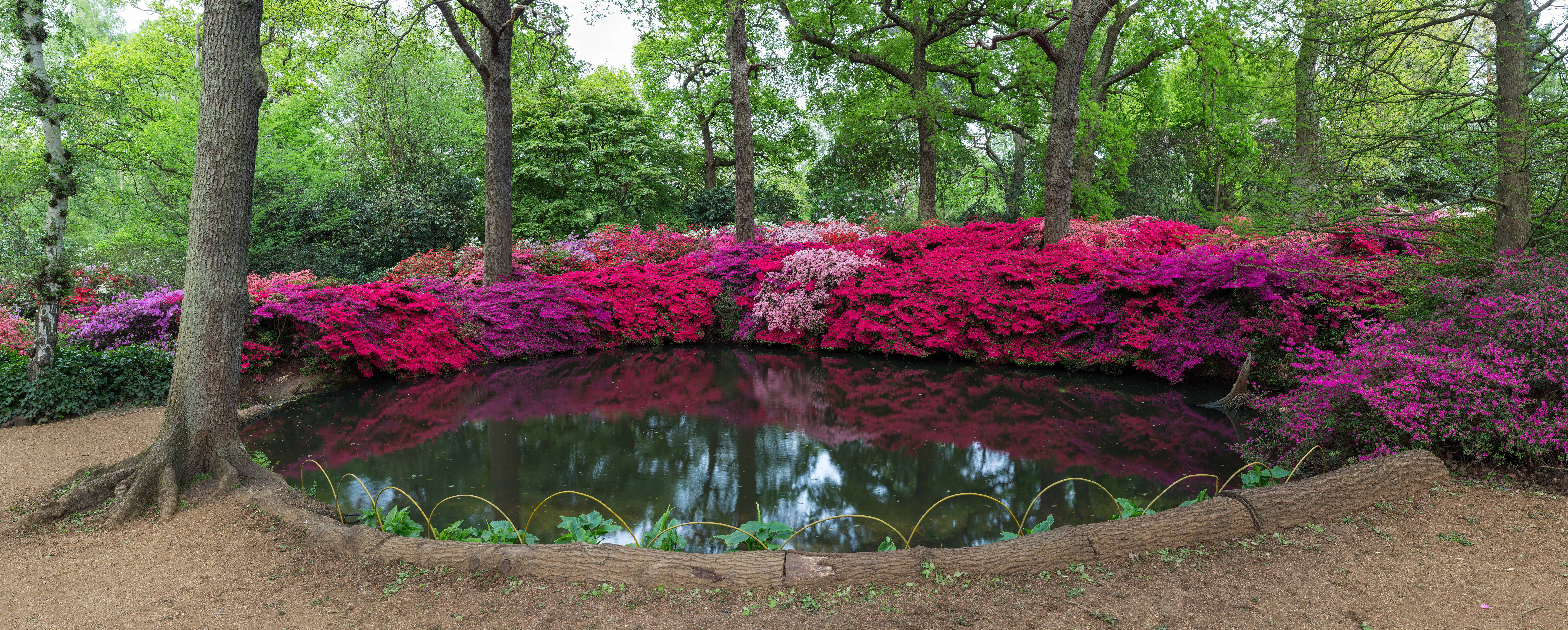
Die Isabella Plantation im Frühling

Richmond Park ist mit einer Fläche von 10 km² der größte der königlichen Parks in London. Er liegt in den Boroughs Richmond upon Thames und Kingston upon Thames im Südwesten von London.
Ursprünglich war Richmond Park das Hirschjagdgebiet von König Edward I., heute ist er der größte ummauerte Park Europas in einem städtischen Gebiet. Hauptattraktionen sind Rudel von 650 Rothirschen und Damhirschen, die im Park frei umherlaufen, sowie die Isabella Plantation, ein Gebiet mit zahlreichen seltenen Pflanzenarten. Im Nordwesten des Parks befindet sich der Hügel King Henry VIII's Mound, von wo aus man freien Ausblick bis zur 16 Kilometer entfernten St Paul’s Cathedral hat. Richmond Park ist als „Gebiet von hohem wissenschaftlichem Interesse“, als Naturreservat und als Schutzgebiet für Hirschkäfer eingestuft.
Der Beverley Brook fließt von Süden nach Norden durch den Park. Mehrere Straßen durchqueren den Park; diese dürfen jedoch nur bei Tageslicht und mit einer Höchstgeschwindigkeit von 20 mph (32 km/h) befahren werden. Der gesamte Park ist von einer hohen Mauer umgeben, die mehrere Tore aufweist. Zu den Gebäuden im Park gehört die White Lodge, einst ein Jagdhaus für König George II. und heute Sitz der Royal Ballet School.